# Prałat
Prałat (łac. praelatus – przełożony) – w Kościele katolickim prezbiter lub biskup mający zwyczajną władzę kościelną w prałaturze terytorialnej lub personalnej. Potocznie używa się jednak tego terminu w stosunku do kapłanów obdarzonych godnościami honorowymi przez Stolicę Apostolską lub biskupa diecezji, w której istnieje kapituła.
Prałatom (podobnie jak szambelanom i kapelanom papieskim) przysługuje tytuł: Monsignor (wł. monsignore). Tytułu Monsignora zgodnie z „Instrukcją w sprawie szat, tytułów i godeł Kardynałów, Biskupów i Prałatów niższych stopni” (Acta Apostolicae Sedis, vol. LXI an. 1969, p. 339; 23–26), można użyć przy pisemnym lub ustnym zwracaniu się do wyższych prałatów dykasterii Kurii Rzymskiej, niemających godności biskupiej, prałatów, zwanych clerici kamery apostolskiej i prałatów, pełniących obowiązki na dworze papieskim, jak i biskupa – sam lub łącznie z przymiotnikiem „Najczcigodniejszy”. Natomiast m.in. prałatów honorowych, oraz kapelanów Jego Świątobliwości można tytułować: Monsignore, który to tytuł, stosownie do okoliczności może poprzedzać przymiotnik: Czcigodny (Reverendus).

## Prałat jako urząd Kurii Rzymskiej
- Prałat duchowny Kamery Apostolskiej – kolegium ośmiu prałatów duchownych (pod przewodnictwem dziekana) działające w ramach Kamery Apostolskiej.
- Prałat audytor Roty Rzymskiej – członek jednego z trybunałów papieskich – Roty Rzymskiej.
- Prałat przełożony Urzędu Kurii Rzymskiej (niebędący biskupem).
- Dawniej czterej prałaci papiescy di fiocchetti: w tym trzech najwyższych urzędników Kamery Apostolskiej: wicekamerling, audytor generalny oraz skarbnik, jak również majordomus papieski. Zniesione od 1968 r. z mocy motu proprio papieża Pawła VI.

## Prałat jako urząd kierującyjednostką administracyjną
- Prałat terytorialny (łac. Praelatus nullius) – sprawujący władzę na terytorium wyłączonym spod jurysdykcji biskupa, zachowując przy tym wszystkie uprawnienia ordynariusza (Prałatura terytorialna). Prałat terytorialny posiada co do zasady święcenia biskupie.
- Prałat prałatury personalnej – stoi na czele prałatury – instytucji Kościoła, wyłączonej spod jurysdykcji biskupów.

## Szaty przysługujące prałatom
Prałaci jako strój uroczysty poza liturgią noszą:
- czarną sutannę bez pelerynki obszytą czerwonym sznurkiem i innymi ozdobami tegoż koloru,
- fioletowy pas,
- czarne skarpety i takież obuwie.

Jako strój chórowy prałatom przysługuje noszenie:
- fioletowej sutanny z czerwonymi obszywkami i innymi ozdobami tegoż koloru,
- fioletowego pasa przyozdobionego jedwabnymi frędzlami,
- rokiety,
- fioletowego mantoletu,

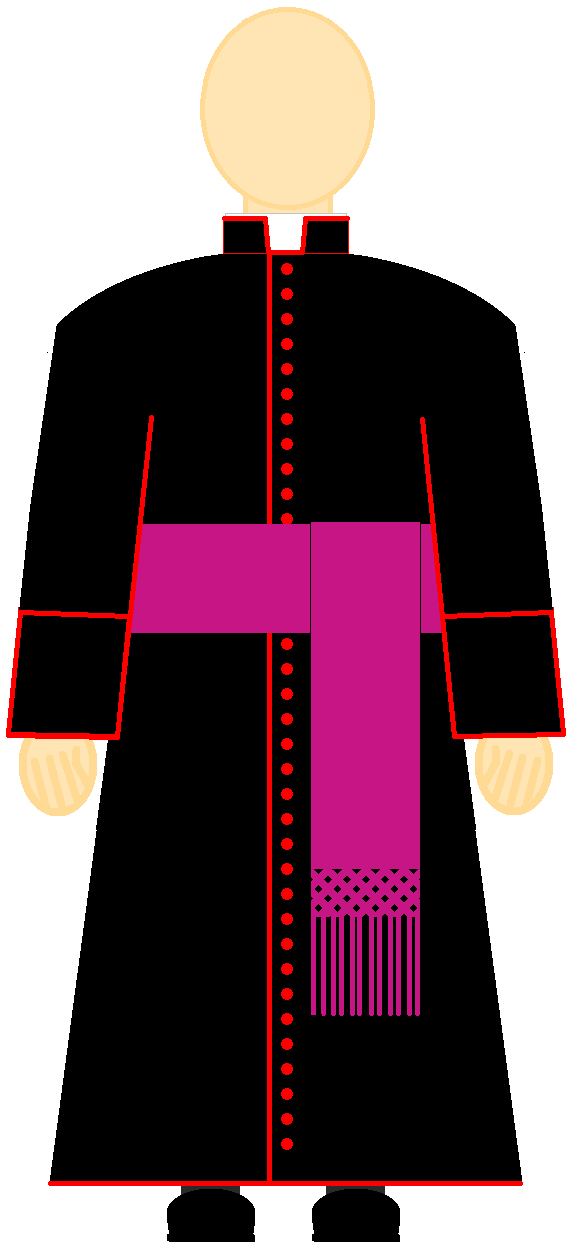
oraz czarnego biretu z czerwonym pomponem.  - sutanna prałacka
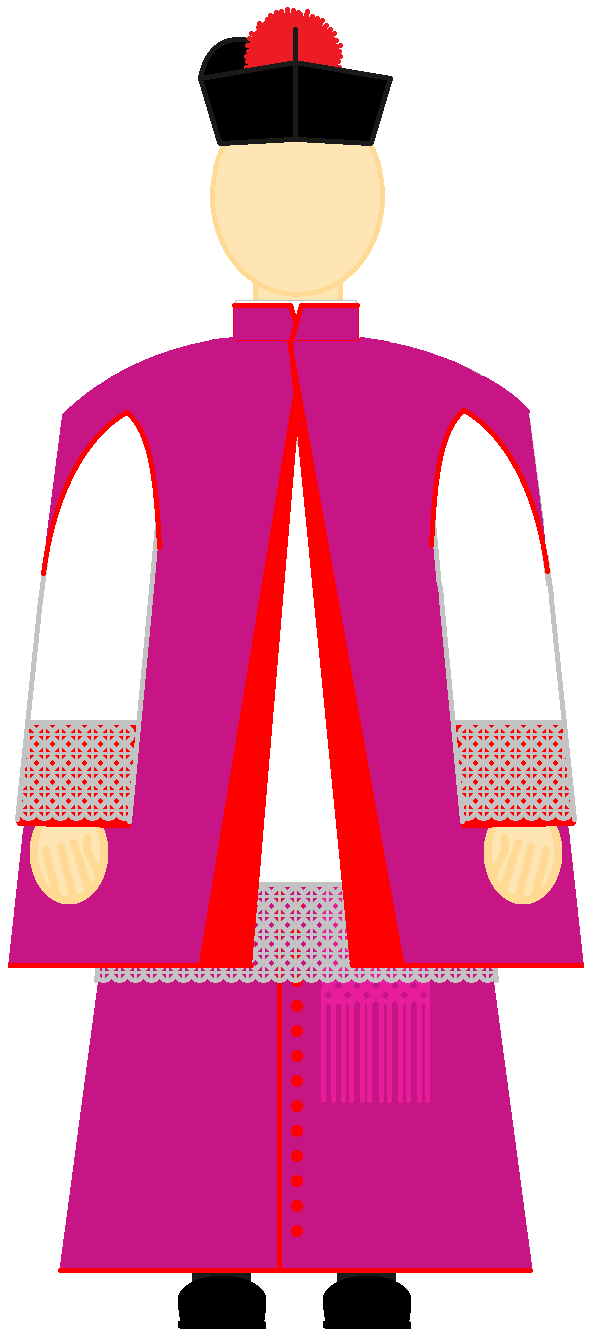
strój chórowy prałata
  - strój chórowy prałata

## Prałat jako godność honorowa
W Kościele katolickim była to jedna z podstawowych godności nadawanych zasłużonym kapłanom z całego świata, przez papieża.
W 2014 decyzją papieża Franciszka tytuł prałata jako godność honorowa został zniesiony. Nie będzie on już nadawany zasłużonym kapłanom, ale księża, którzy otrzymali ten tytuł, mogą go nadal używać. Pozostaje więc tylko jedno papieskie odznaczenie dla duchownych diecezjalnych: Kapelan Jego Świątobliwości. Będzie ono przyznawane zasłużonym dla Kościoła kapłanom, którzy ukończyli 65. rok życia.

## Znaczenie potoczne
W Kościele również zwyczajowo są nazywani prałatami, nie będąc nimi w ścisłym znaczeniu:
- kapelan honorowy Jego Świątobliwości – jedyna obecnie istniejąca kapłańska godność honorowa nadawana przez papieża, dawniej mniej prestiżowa od prałata honorowego Jego Świątobliwości oraz infułata. Przysługuje mu noszenie[3]:
  - w uroczystych okolicznościach:
    - czarnej sutanny z fioletowymi obszywkami i innymi ozdobami,
    - fioletowego pasa;

  - w stroju chórowym:
    - wyżej opisanego stroju wraz z komżą i czarnym biretem z fioletowym pomponem.      - sutanna kapelana Jego Świątobliwości
      - strój chórowy kapelana Jego Świątobliwości

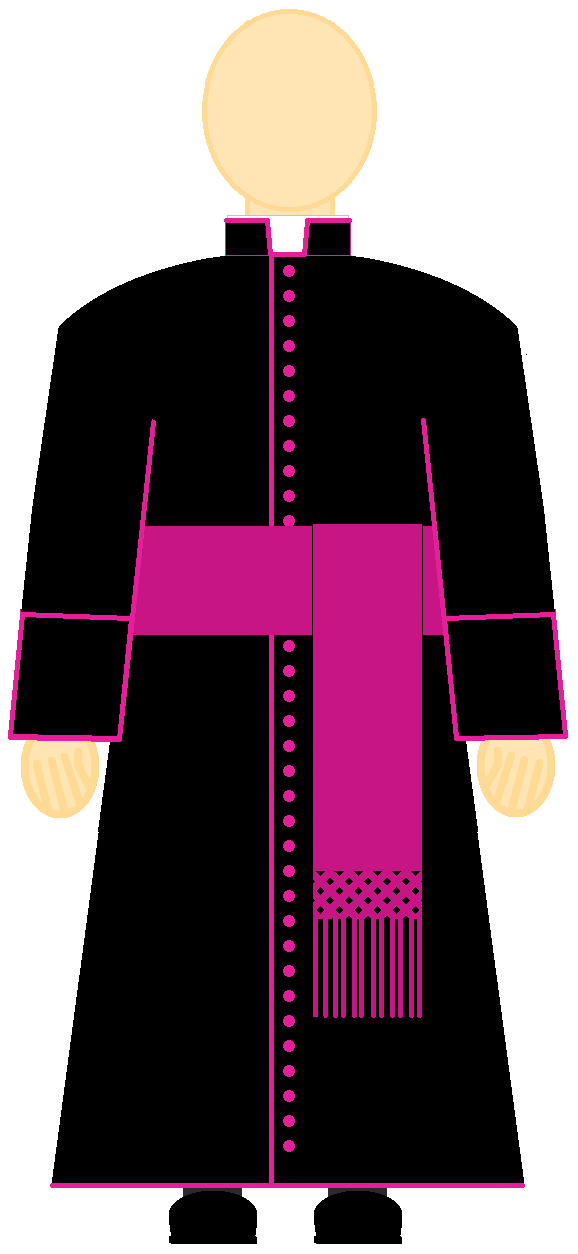
sutanna kapelana Jego Świątobliwości
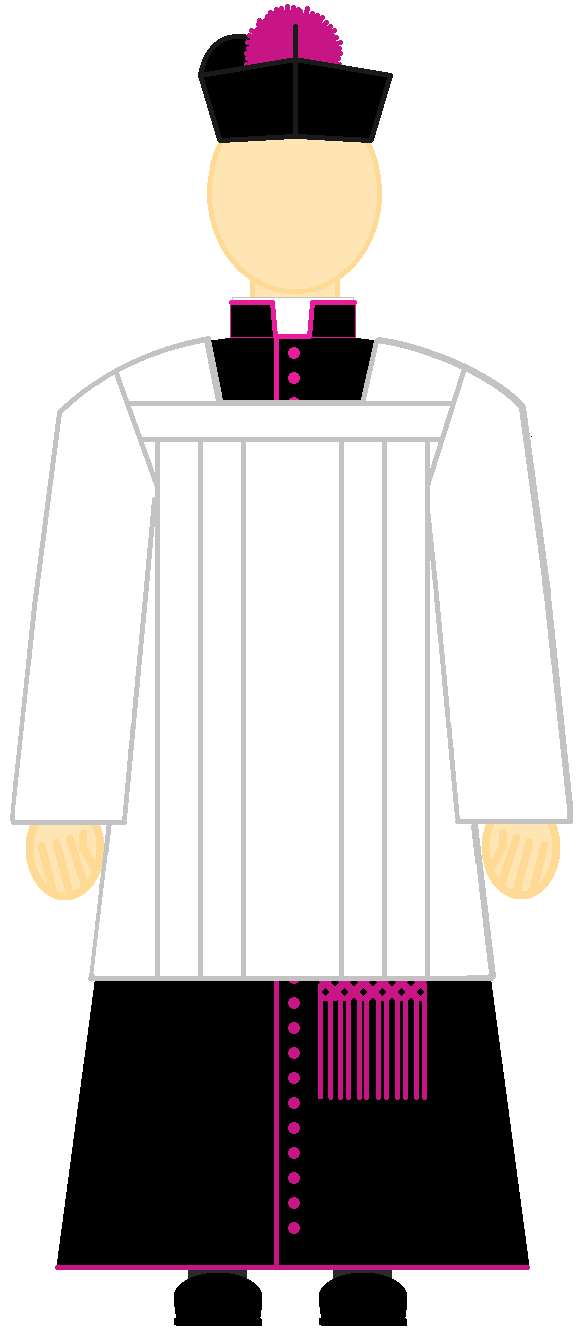
strój chórowy kapelana Jego Świątobliwości

- protonotariusz apostolski:
  - protonotariusz apostolski liczbowy (de numero)
  - protonotariusz apostolski nadliczbowy – supra numerum – godność nadawana do 2014 roku, najbardziej prestiżowa godność papieska przeznaczona dla prezbiterów diecezjalnych. Jego przywileje odnośnie do stroju odpowiadają przywilejom prałata, w Polsce również tradycyjnie wkładali na głowy podczas liturgii mitry simplex (infuły), stąd określenie „infułat”.

- zwierzchnicy kapituły diecezjalnej lub kolegiackiej. W Polsce na ogół są to:
  - prepozyt,
  - dziekan,
  - archidiakon, kustosz,
  - scholastyk,
  - kanclerz,
  - kantor.

## Herb prałata terytorialnego pełniącego urząd
|  |  |
|  |  |

## Herby godności prałackich
|  |  |  |  |
|  |  |  |  |